# Вовчківська волость (Остерський повіт)
Вовчківська волость — адміністративно-територіальна одиниця Остерського повіту Чернігівської губернії.
Деякі поселення волості 1859 року:
- Вовчок — село козацьке, казене та власницьке при річці Вовк за 30 верст від повітового міста, 1233 особи (645 осіб чоловічої статі та 588 — жіночої), 206 дворових господарств, православна церква.
- Надинівка — село козацьке, казене та власницьке при річках Десна, Жидівка, Смолянка за 38 верст від повітового міста, 521 особа (266 осіб чоловічої статі та 255 — жіночої), 89 дворових господарств, православна церква.
- Копачів — село казене при річках Десна, Жидівка, Смолянка за 40 верст від повітового міста, 196 осіб (105 осіб чоловічої статі та 91nbsp;— жіночої), 32 дворових господарства.

Станом на початок 1902 року складалася з 19 сільських громад.